# Oued Smar
Oued Smar (în arabă وادي سمار) este o comună din provincia Alger, Algeria.
Populația comunei este de 32.062 locuitori (2008).